# Зоркая, Нея Марковна
Не́я Ма́рковна Зо́ркая (12 июля 1924, Москва — 16 октября 2006, там же) — советский и российский кинокритик, киновед, историк кино. Доктор искусствоведения, профессор. Член Союза писателей СССР (1963).
Лауреат премии Союза кинематографистов СССР (1977), премии «Ника» (2006).
Заслуженный деятель искусств Российской Федерации (1996).

## Биография
Родилась 12 июля 1924 года в Москве в семье историка Марка Соломоновича Зоркого и Веры Яковлевны Васильевой (1900—1959). При рождении получила имя Энергия. Мать, будучи родом из Костромской губернии, часто называла дочь именем реки, на берегах которой выросла, — Нея. Потом это имя записали в паспорте. В сентябре 1941 года отец ушел добровольцем в Московское ополчение и погиб в боях под Смоленском. До войны мать работала в Коминтерне референтом Георгия Димитрова, а после войны заведовала отделом в Институте востоковедения АН СССР, одна воспитывая троих детей.
В 1947 году окончила театроведческий факультет Государственного института театрального искусства имени А. В. Луначарского (мастерская А. К. Дживелегова и Г. Н. Бояджиева) затем аспирантуру Института истории искусств АН СССР (ныне Государственный институт искусствознания).
В 1950 году защитила диссертацию на соискание учёной степени кандидата искусствоведения по теме «Творческий путь народного артиста СССР А. Д. Попова».
В 1958—2006 годах — старший, ведущий, главный научный сотрудник Государственного института искусствознания.
В 1992 году защитила диссертацию на соискание учёной степени доктора искусствоведения по теме «Сюжетные и зрелищные формы русской лубочной культуры конца XIX — начала XX веков».
В 1965 году подписала коллективное письмо в защиту Синявского и Даниэля. В 1968 году подписала коллективное письмо в защиту Гинзбурга и Галанскова. В результате была исключена из КПСС, в которую вступила в 1946 году.
С 1962 года преподавала на Высших курсах сценаристов и режиссёров.
В 2002—2006 годах — профессор Российского государственного гуманитарного университета, в 2004—2006 годах — профессор Российской Академии театрального искусства.
Выступала в печати по вопросам киноискусства с 1947 года.
Умерла 16 октября 2006 года в Москве. Похоронена на Новодевичьем кладбище (уч. 5, ряд 34, м. 1).
Семья
Младшие братья:
- Андрей Зоркий (1935—2006), кинокритик, журналист;
- Пётр Зоркий (1933—2005), доктор химических наук, профессор МГУ им. М. В. Ломоносова.
- Дочь — Мария Владимировна Зоркая (1955—2022), переводчик, литературовед-германист (её отец — Жданов, Владимир Викторович)[7][8][9]

Награды и звания
- Премия Союза кинематографистов СССР (1977).
- Заслуженный деятель искусств Российской Федерации (1996)[10].
- Премия «Ника» (2006, «За вклад в кинематографические науки, критику и образование»)[11].